# Валдорф (Баден)
Валдорф (њем. Walldorf) град је у њемачкој савезној држави Баден-Виртемберг. Једно је од 54 општинска средишта округа Рајн-Некар. Према процјени из 2010. у граду је живјело 14.646 становника. Посједује регионалну шифру (AGS) 8226095, NUTS (DE128) и LOCODE (DE WDF) код.

## Географски и демографски подаци
Валдорф се налази у савезној држави Баден-Виртемберг у округу Рајн-Некар. Град се налази на надморској висини од 110 метара. Површина општине износи 19,9 km². У самом граду је, према процјени из 2010. године, живјело 14.646 становника. Просјечна густина становништва износи 736 становника/km².